# رود مگا
رود مگا (انگلیسی: Mga) یک رودخانه در استان لنینگراد کشور روسیه است.